# Список королевств и королей бриттов
Список королевств и королей бриттов — список кельтских (бриттских) государственных образований и их правителей на острове Британия, начиная с римского периода (середина I века до н. э.—начало V века) и заканчивая англосаксонским периодом (V—XI века). Наибольшего расцвета государства бриттов достигли на рубеже между этими эпохами — с конца IV и по VI века — время, когда довольно развитая и постепенно христианизирующаяся романо-кельтская Британия, переживала нашествие племён пиктов и скоттов из Шотландии и Ирландии, а также вторжение англосаксов с материка, положившими конец кельтскому господству на острове.
Бритты были вытеснены англосаксами в Камбрию (Уэльс), Думнонию (Корнуолл), Скоттию (Шотландия) и на полуостров Арморику (Бретань), именно из этих областей происходят известные кельтские источники истории этого периода. Литературные памятники Корнуолла и Бретани немногочисленны и часто вторичны, так что основными можно считать валлийские источники, которые, по ряду причин, также считаются довольно трудными для изучения:
1. Почти все они писались значительно позже после описываемых событий и, со временем, проходили через множество редакций, которые искажали первоначальный вариант.
2. Валлийский язык на протяжении времени менялся, понятия приобретали иной смысл, а имена трансформировались так, что определить их истинное звучание почти невозможно (например короли Мэлгон, Уриен, Вортимер в средневековом валлийском обрели форму Маглокун, Урбаген, Гвертевир).
3. На произведения накладывались нормы других языков — ирландского, англосаксонского, латыни, что создавало некоторую запутанность.
4. В памятниках кельтской словесности подлинные исторические факты сплетаются с древней мифологией, средневековой псевдоисторией и христианской апокалиптикой.
5. Существование прямых подделок, которых за время изучения истории древней и средневековой Британии накопилось множество («Поэмы Оссиана» Джеймса Макферсона, фальшивки валлийца Иоло Моргануга).

Достоверных письменных документов об этом периоде сохранилось крайне мало, и содержащиеся в них сведения ограничены, поэтому состав и очерёдность королей в списке, а также датировки правления многих приблизительны. Большинство дат приведены согласно неофициальному сайту «Все монархи мира».

## Доримский и римский периоды
Государственные образования бриттов в доримский и римский периоды почти не известны, имеющиеся сведения об организации племён в какие-либо формы самоуправления отрывочны и часто являются гипотетическими предположениями того или иного кельтолога. Наиболее вероятно, что к приходу римлян крупные племенные союзы начинают распадаться, дробясь на более мелкие постоянно воюющие между собой царства, а власть в племенах разделяют между собой правители местных династий и служители культа — друиды (см. список племён Британии).
Список королевств и правителей Британии (существования некоторых королевств предположительно, списки вождей племён см. в отдельных статьях о бриттских племенах):
| Бригантия лат. Brigantia (?–II в.)               | |
| Совр. локация — Население — Столицы — Преемник — | Северная Англия и часть Мидлендса. племена бригантов (габрантивики, карветии, лопокары, сетантии, текстоверды). Исуриум Бригантов (дер. Олдборо) и Эвраук (Йорк). вошло в состав владений Римской империи (провинция Британия, c нач. III в. — Нижняя Британия, с 293 г. — Британия Вторая; также, вероятно, на территории племени карветиев в 369 г. была выделена провинция Валентия). |

| Деиур/Дейфр лат. ? (?–II в.)                     | |
| Совр. локация — Население — Столица — Преемник — | земли прилегающие с севера к заливу Хамбер. племена паризиев. Петуария (Brough). вошло в состав владений Римской империи (часть провинции Британия). |

| Королевство вотадинов лат. ? (ок. II–IV вв.)                   | |
| Образование — Совр. локация — Население — Столицы — Преемник — | одно из 4 племенных королевств Низменной Шотландии, являвшихся пограничным царством-буфером для Римской Империи от нападений с севера; вероятно, с IV в. на правах римского федерата. Юго-Вост. Шотландия (Лотиан, Скоттиш-Бордерс) и Сев.-Вост. Англия (Нортумберленд). племена вотадинов. Трапрайн-Лоу (Хаддингтон) и Дин-Эйдин (Эдинбург). вошло в состав Северной Британии, позднее выделились королевства Гододин, Дин-Эйдин, часть территории вошла в Бирнейх. |

| Королевство дамнониев лат. ? (ок. II—IV вв.)                   | |
| Образование — Совр. локация — Население — Столица — Преемник — | одно из 4 племенных королевств Низменной Шотландии, являвшихся пограничным царством-буфером для Римской Империи от нападений с севера; вероятно, с IV в. на правах римского федерата. Юго-Зап. Шотландия. племена дамнониев. ? королевство Алт Клуит (позднее называлось Стратклайд/Камбрия). |

| Королевство новантов/Новант лат. ? (ок. II—IV вв.)             | |
| Образование — Совр. локация — Население — Столица — Преемник — | одно из 4 племенных королевств Низменной Шотландии, являвшихся пограничным царством-буфером для Римской Империи от нападений с севера; вероятно, с IV в. на правах римского федерата. Галлоуэй. племена новантов. ? вошло в состав Алт Клуита, позднее выделилось в королевство Галвидел и Инис Манау. |

| Королевство селговов лат. ? (ок. II–IV вв.)                    | |
| Образование — Совр. локация — Население — Столица — Преемник — | одно из 4 племенных королевств Низменной Шотландии, являвшихся пограничным царством-буфером для Римской Империи от нападений с севера; вероятно, с IV в. на правах римского федерата. Дамфрис и некоторые области севернее. племена селговов. территория холма North Eildon, вблизи Melrose. большая часть вошла в состав Алт Клуита, южная часть в состав Северной Британии, позднее выделилось в королевство Северный Солуэй/Кайр-Гвендолеу. |

| Манау Гододин валл. ? (?–380 г.)                 | |
| Совр. локация — Население — Столица — Преемник — | верховья залива Ферт-оф-Форт (за Валом Антонина). северная ветвь племени вотадинов. территория современного города Стерлинга. вошло в состав владений Северной Британии, а позднее, выделившегося из неё Гододина. Последний правитель — Кунеда Император, покинул Манау Гододин ок. 380 г. и основал королевство Гвинед в Камбрии (Уэльс). |

| Имя, годы жизни | Имя, годы жизни | Имя в валлийском, латинском и английском яз. | Имя в валлийском, латинском и английском яз. | Имя в валлийском, латинском и английском яз. | Правление | Отец, мать | Супруга, дети | Прочее                                 |
| Кунеда ?–445    | Император       | Cunedda Wledig                               | Cunetacius                                   | Kenneth the Imperator                        | ?–380     | Эдерн ?    | Гваул верх Коэл → Типаун, Исвайл, Ривон, Динод, Кередиг, Авлоиг, Эйнион, Догвайл, Эдейрн, Майл, Койл, Арвистл и дочери: Тегеингл, Гвен | с 380/383 (или ок. 430) король Гвинеда |

## Послеримская Британия
«Постримской» (послеримской) или «римско-британской» эпохой в Британии историками обычно называется период между падением Западной Римской империи и завоеванием англосаксами большей её части — приблизительно с 400 по 600 годы (известный английский историк Джон Моррис назвал эти годы «веком Артура»).

### «Старый Север»
Схема разделения королевств бриттов, современная локация которых совпадает с территорией охватывающей Северную Англию (регионы Северо-Западная и Северо-Восточная Англия, Йоркшир и Хамбер), а также Южную Шотландию. Эту историческая область, периода конца IV — начала VII веков, современными историками принято называть «Старый Север»:
| Западная Римская Империя (префектура Галлия, диоцез Британия)            | Западная Римская Империя (префектура Галлия, диоцез Британия) | Западная Римская Империя (префектура Галлия, диоцез Британия) | Западная Римская Империя (префектура Галлия, диоцез Британия) | Западная Римская Империя (префектура Галлия, диоцез Британия) | Западная Римская Империя (префектура Галлия, диоцез Британия) | Западная Римская Империя (префектура Галлия, диоцез Британия) | Западная Римская Империя (префектура Галлия, диоцез Британия) | Западная Римская Империя (префектура Галлия, диоцез Британия) | с IV века четыре племенных королевства на правах федератов     | с IV века четыре племенных королевства на правах федератов | с IV века четыре племенных королевства на правах федератов | с IV века четыре племенных королевства на правах федератов                     | с IV века четыре племенных королевства на правах федератов            | с IV века четыре племенных королевства на правах федератов            | с IV века четыре племенных королевства на правах федератов |                   |
| с 293 года — провинция Британия Вторая (+ провинция Валентия с 369 года) |                                                               |                                                               |                                                               |                                                               |                                                               |                                                               |                                                               |                                                               | с IV века четыре племенных королевства на правах федератов     | с IV века четыре племенных королевства на правах федератов | с IV века четыре племенных королевства на правах федератов | с IV века четыре племенных королевства на правах федератов                     | с IV века четыре племенных королевства на правах федератов            | с IV века четыре племенных королевства на правах федератов            | с IV века четыре племенных королевства на правах федератов |                   |
| паризии                                                                  | бриганты                                                      | бриганты                                                      | бриганты                                                      | бриганты                                                      | бриганты                                                      | бриганты                                                      | бриганты                                                      | бриганты                                                      | вотадины                                                       | вотадины                                                   | вотадины                                                   | селг                                                                           | овы                                                                   | дамнонии                                                              | нованты (пикты ?)                                          | кельты Ирландии ? |
| Северная Британия/Эвраук (ок. 383—580 гг.)                               |                                                               |                                                               |                                                               |                                                               |                                                               |                                                               |                                                               |                                                               |                                                                |                                                            |                                                            |                                                                                |                                                                       |                                                                       | нованты (пикты ?)                                          | кельты Ирландии ? |
|                                                                          | Алт Клуит (ок. 400—850 гг.)                                   |                                                               |                                                               |                                                               |                                                               |                                                               |                                                               |                                                               |                                                                |                                                            |                                                            |                                                                                |                                                                       |                                                                       |                                                            |                   |
|                                                                          |                                                               |                                                               |                                                               |                                                               |                                                               |                                                               |                                                               | Бирнейх /Бринейх (ок. 420— 547 гг.)                           |                                                                |                                                            |                                                            |                                                                                |                                                                       |                                                                       |                                                            |                   |
|                                                                          | Регед (ок. 450—535 гг.)                                       | Регед (ок. 450—535 гг.)                                       | Регед (ок. 450—535 гг.)                                       |                                                               |                                                               |                                                               | Галвидел + Инис Манау (ок. 450 г.—нач. IX в.)                 | Галвидел + Инис Манау (ок. 450 г.—нач. IX в.)                 |                                                                |                                                            |                                                            |                                                                                |                                                                       |                                                                       |                                                            |                   |
| Элмет (ок. 460— 616 гг.)                                                 | Регед (ок. 450—535 гг.)                                       | Регед (ок. 450—535 гг.)                                       | Регед (ок. 450—535 гг.)                                       |                                                               |                                                               |                                                               | Галвидел + Инис Манау (ок. 450 г.—нач. IX в.)                 | Галвидел + Инис Манау (ок. 450 г.—нач. IX в.)                 |                                                                |                                                            |                                                            |                                                                                |                                                                       |                                                                       |                                                            |                   |
| собственно Эвраук (ок. 470— 580 гг.)                                     | собственно Эвраук (ок. 470— 580 гг.)                          | Регед (ок. 450—535 гг.)                                       | Регед (ок. 450—535 гг.)                                       | Пеннины (ок. 470—525 гг.)                                     | Пеннины (ок. 470—525 гг.)                                     | Гододин /Лотиан (ок. 470— 638 гг.)                            | Гододин /Лотиан (ок. 470— 638 гг.)                            | Галвидел + Инис Манау (ок. 450 г.—нач. IX в.)                 |                                                                |                                                            |                                                            |                                                                                |                                                                       |                                                                       |                                                            |                   |
| собственно Эвраук (ок. 470— 580 гг.)                                     | собственно Эвраук (ок. 470— 580 гг.)                          | Регед (ок. 450—535 гг.)                                       | Регед (ок. 450—535 гг.)                                       | Пеннины (ок. 470—525 гг.)                                     | Пеннины (ок. 470—525 гг.)                                     | Гододин /Лотиан (ок. 470— 638 гг.)                            | Гододин /Лотиан (ок. 470— 638 гг.)                            | Галвидел + Инис Манау (ок. 450 г.—нач. IX в.)                 | Кайр- Гвендолеу (ок. 505— 630 гг.) с 573 г. вассал Сев. Регеда |                                                            |                                                            |                                                                                |                                                                       |                                                                       |                                                            |                   |
| собственно Эвраук (ок. 470— 580 гг.)                                     | собственно Эвраук (ок. 470— 580 гг.)                          | Регед (ок. 450—535 гг.)                                       | Регед (ок. 450—535 гг.)                                       | Пик (ок. 525— 590 гг.)                                        | Дунотинг /Дунаут (ок. 525— 595 гг.)                           | Гододин /Лотиан (ок. 470— 638 гг.)                            | Гододин /Лотиан (ок. 470— 638 гг.)                            | Галвидел + Инис Манау (ок. 450 г.—нач. IX в.)                 |                                                                |                                                            |                                                            |                                                                                |                                                                       |                                                                       |                                                            |                   |
| собственно Эвраук (ок. 470— 580 гг.)                                     | собственно Эвраук (ок. 470— 580 гг.)                          | Южный Регед (ок. 535— 613 гг.)                                | Северный Регед (ок. 535— 685 гг.)                             | Северный Регед (ок. 535— 685 гг.)                             | Дунотинг /Дунаут (ок. 525— 595 гг.)                           | Гододин /Лотиан (ок. 470— 638 гг.)                            | Гододин /Лотиан (ок. 470— 638 гг.)                            | Галвидел + Инис Манау (ок. 450 г.—нач. IX в.)                 |                                                                |                                                            |                                                            |                                                                                |                                                                       |                                                                       |                                                            |                   |
| собственно Эвраук (ок. 470— 580 гг.)                                     | собственно Эвраук (ок. 470— 580 гг.)                          | Южный Регед (ок. 535— 613 гг.)                                | Северный Регед (ок. 535— 685 гг.)                             | Северный Регед (ок. 535— 685 гг.)                             | Дунотинг /Дунаут (ок. 525— 595 гг.)                           | Гододин /Лотиан (ок. 470— 638 гг.)                            | Гододин /Лотиан (ок. 470— 638 гг.)                            | Селковия (сер. VI— нач. VII вв.)                              |                                                                |                                                            |                                                            |                                                                                |                                                                       |                                                                       |                                                            |                   |
|                                                                          |                                                               | Южный Регед (ок. 535— 613 гг.)                                | Северный Регед (ок. 535— 685 гг.)                             | Северный Регед (ок. 535— 685 гг.)                             | Дунотинг /Дунаут (ок. 525— 595 гг.)                           |                                                               | Дин- Эйдин (ок. 560— 638 гг.)                                 | ок. 550—650 гг. оккупирован Сев. Регедом                      | ок. 626—632 гг. оккупирован Нортумбрией                        |                                                            |                                                            |                                                                                |                                                                       |                                                                       |                                                            |                   |
|                                                                          |                                                               | Южный Регед (ок. 535— 613 гг.)                                | Северный Регед (ок. 535— 685 гг.)                             | Северный Регед (ок. 535— 685 гг.)                             | Дунотинг /Дунаут (ок. 525— 595 гг.)                           | Берникия (англы)                                              | Дин- Эйдин (ок. 560— 638 гг.)                                 | ок. 550—650 гг. оккупирован Сев. Регедом                      | ок. 626—632 гг. оккупирован Нортумбрией                        |                                                            |                                                            |                                                                                |                                                                       |                                                                       |                                                            |                   |
|                                                                          |                                                               | Южный Регед (ок. 535— 613 гг.)                                | Северный Регед (ок. 535— 685 гг.)                             | Северный Регед (ок. 535— 685 гг.)                             | Дунотинг /Дунаут (ок. 525— 595 гг.)                           |                                                               | Дин- Эйдин (ок. 560— 638 гг.)                                 | ок. 550—650 гг. оккупирован Сев. Регедом                      | ок. 626—632 гг. оккупирован Нортумбрией                        |                                                            |                                                            |                                                                                |                                                                       |                                                                       |                                                            |                   |
| Дейра (англы)                                                            |                                                               |                                                               |                                                               |                                                               |                                                               |                                                               | Дин- Эйдин (ок. 560— 638 гг.)                                 | ок. 550—650 гг. оккупирован Сев. Регедом                      | ок. 626—632 гг. оккупирован Нортумбрией                        |                                                            |                                                            |                                                                                |                                                                       |                                                                       |                                                            |                   |
| Пексет (саксы)                                                           |                                                               |                                                               |                                                               |                                                               |                                                               |                                                               | Дин- Эйдин (ок. 560— 638 гг.)                                 | ок. 550—650 гг. оккупирован Сев. Регедом                      | ок. 626—632 гг. оккупирован Нортумбрией                        |                                                            |                                                            |                                                                                |                                                                       |                                                                       |                                                            |                   |
|                                                                          |                                                               |                                                               |                                                               |                                                               |                                                               |                                                               |                                                               | Данбар (англы)                                                |                                                                |                                                            |                                                            |                                                                                |                                                                       |                                                                       |                                                            |                   |
|                                                                          |                                                               |                                                               |                                                               |                                                               |                                                               |                                                               |                                                               |                                                               |                                                                |                                                            |                                                            |                                                                                |                                                                       |                                                                       |                                                            |                   |
| Нортумбрия (англосаксы)                                                  | Нортумбрия (англосаксы)                                       | Нортумбрия (англосаксы)                                       | Нортумбрия (англосаксы)                                       | Нортумбрия (англосаксы)                                       | Нортумбрия (англосаксы)                                       | Нортумбрия (англосаксы)                                       | Нортумбрия (англосаксы)                                       | Нортумбрия (англосаксы)                                       | Нортумбрия (англосаксы)                                        | Нортумбрия (англосаксы)                                    | Нортумбрия (англосаксы)                                    | ок. 756—850 гг. Алт Клуит под пиктским или англо-пиктским управлением          | ок. 756—850 гг. Алт Клуит под пиктским или англо-пиктским управлением | ок. 756—850 гг. Алт Клуит под пиктским или англо-пиктским управлением |                                                            |                   |
| Нортумбрия (англосаксы)                                                  | Нортумбрия (англосаксы)                                       | Нортумбрия (англосаксы)                                       | Нортумбрия (англосаксы)                                       | Нортумбрия (англосаксы)                                       | Нортумбрия (англосаксы)                                       | Нортумбрия (англосаксы)                                       | Нортумбрия (англосаксы)                                       | Нортумбрия (англосаксы)                                       | Нортумбрия (англосаксы)                                        | Нортумбрия (англосаксы)                                    | Нортумбрия (англосаксы)                                    | Алт Клуит становится известен под именем Стратклайд/Камбрия (ок. 850—1018 гг.) |                                                                       |                                                                       |                                                            |                   |
| Нортумбрия (англосаксы)                                                  | Нортумбрия (англосаксы)                                       | Нортумбрия (англосаксы)                                       | Нортумбрия (англосаксы)                                       | Нортумбрия (англосаксы)                                       | Нортумбрия (англосаксы)                                       | Нортумбрия (англосаксы)                                       | Нортумбрия (англосаксы)                                       | Нортумбрия (англосаксы)                                       | Нортумбрия (англосаксы)                                        | Нортумбрия (англосаксы)                                    | Нортумбрия (англосаксы)                                    | Мэн (викинги)                                                                  |                                                                       |                                                                       |                                                            |                   |
| Нортумбрия (англосаксы)                                                  | Нортумбрия (англосаксы)                                       | Нортумбрия (англосаксы)                                       | Нортумбрия (англосаксы)                                       | Нортумбрия (англосаксы)                                       | Нортумбрия (англосаксы)                                       | Нортумбрия (англосаксы)                                       | Нортумбрия (англосаксы)                                       | Нортумбрия (англосаксы)                                       | Нортумбрия (англосаксы)                                        | Нортумбрия (англосаксы)                                    | Нортумбрия (англосаксы)                                    | присоединён к Альбе (пикты и скотты)                                           |                                                                       |                                                                       |                                                            |                   |
|                                                                          |                                                               |                                                               |                                                               |                                                               |                                                               |                                                               |                                                               |                                                               |                                                                |                                                            |                                                            |                                                                                |                                                                       |                                                                       |                                                            |                   |

Список королевств и правителей «Старого Севера» (королевства расположены в порядке возникновения):
| Северная Британия/Эвраук лат. Ebrauc, Eburacum (ок. 383—580 гг.)                 | |
| Предшественник — Образование — Совр. локация — Население — Столица — Преемники — | Западная Римская Империя, вероятно, до римского периода, существовали племенные объединения бригантов (Бригантия) и паризиев (Деиур/Дейфур). обособление романо-бриттской административной «верхушки» в северных владениях римлян (бывшие провинции Британия Вторая и Валентия). изначально вся Северная Англия и часть Южной Шотландии, постепенно сократилась до области вокруг столицы (часть Йоркшира и Хамбера). слабо романизированные бриттские племена бригантов и паризиев (изначально также федераты вотадины и часть селговов). Эвраук/Эбуракум (совр. Йорк). в результате деления земель между наследниками, образовались королевства — Бринейх (ок. 420 г.), Регед (ок. 450 г.), Гододин (ок. 470 г.), Пеннины (ок. 470 г.), Северный Солуэй (ок. 505 г.); собственно Эвраук (область вокруг столицы) был захвачен, отделившейся ок. 559 г., местной колонией англов (королевство Дейра). |

| Имя, годы жизни   | Имя, годы жизни              | Имя в валлийском, латинском и английском языках | Имя в валлийском, латинском и английском языках | Имя в валлийском, латинском и английском языках        | Правление             | Отец, мать                  | Супруга, дети                                                      | Прочее                 |
| Коэл/Коль 350—420 | Старый                       | Coel Hen                                        | Coelius                                         | Cole the Old                                           | 383—420               | Тегван ?                    | Истрадвал верх Кадван → Кенеу, Гарбониан, Гваул (дочь)             | «Dux Britannorum»      |
| Кенеу 382—450     | Святой                       | Ceneu, Cenyw                                    | Ceneus                                          | Kenneth the Saint                                      | 420—450               | Коэл Истрадвал верх Кадван  | ? → Гураст, Мор                                                    | канонизирован          |
| Мор 420—470       | —                            | Mor                                             | Marius                                          | Mario                                                  | 450—470               | Кенеу ?                     | ? → Эйнион, Артуис, Морид                                          | —                      |
| Эйнион 450—505    | —                            | Einion                                          | Engenius                                        | Enoch                                                  | 470—505               | Мор ?                       | ? → Элифер, Кейдио, Рин                                            | —                      |
| Элифер 473—560    | Создатель Великой Армии      | Eliffer Gosgorddfawr                            | Eleutherius                                     | Oliver of The Great Army                               | 505—560               | Эйнион ?                    | Эрвидил верх Кинварх → Передир, Гурги, Кейндрех (дочь) + 5 сыновей | —                      |
| Передир 510—580   | Железные Руки /Длинное Копьё | Peredyr Arueu Dur /Peredyr Paladr Hir           | Peredurus                                       | Percival of the Steel Arms /Percival of the Long Spear | 560—580 (соправители) | Элифер Эрвидил верх Кинварх | Бленчфлауэр → Гургант                                              | «Артуриана»: Парцифаль |
| Гурги 510—580     | —                            | Gwrgi                                           | —                                               | —                                                      | 560—580 (соправители) | Элифер Эрвидил верх Кинварх | —                                                                  | —                      |

| Бирнейх/Бринейх валл. Birneich, Bryneich (ок. 420—547 гг.)                      | |
| Предшественник — Образование — Совр. локация — Население — Столица — Преемник — | Северная Британия/Эвраук. в результате раздела владений Коэла Старого между его сыновьями. Северо-Восточная Англия. слабо романизированные бриттские племена бригантов и южная ветвь вотадинов. Дин-Гуарди (Бамборо). захвачен англами, имевшими здесь колонию, вероятно, с римских времён и основавшими своё государство (королевство Берникия). |

| Имя, годы жизни              | Имя, годы жизни | Имя в валлийском, латинском и английском языках | Имя в валлийском, латинском и английском языках | Имя в валлийском, латинском и английском языках | Правление                                              | Отец, мать                 | Супруга, дети    | Прочее                |
| Гарбониан/Гарбонион 390—445  | —               | Garbonian                                       | Germanus                                        | Carbon                                          | 420—455                                                | Коэл Истрадвал верх Кадван | ? → Дивнуал      | —                     |
| Дивнуал/Думнагуал 425—475    | Лысый           | Dyfnwal Moelmut                                 | Domnovellaunus                                  | Donald                                          | 455—475                                                | Гарбониан ?                | ? → Кингар, Бран | —                     |
| Бран 460—нач. VI в.          | Старый          | Bran Hen                                        | Brennius                                        | Brian The Old                                   | 475—нач. VI в. (соправители ? разделили королевство ?) | Дивнуал ?                  | —                | —                     |
| Кингар/Кункар 455—нач. VI в. | —               | Cyngar                                          | Concarius                                       | Conger, Cuncar                                  | 475—нач. VI в. (соправители ? разделили королевство ?) | Дивнуал ?                  | ? → Морган Вулх  | —                     |
| Морган/Моркант ?—590         | Вулх            | Morgan Fwlch                                    | Morganus                                        | Morgan/Morcant Bulc                             | нач. VI в.—547                                         | Кингар ?                   | ? → Коледог      | с 560 король Гододина |

| Регед валл. Rheged (ок. 450—535 гг.)                                            | |
| Предшественник — Образование — Совр. локация — Население — Столица — Преемник — | Северная Британия/Эвраук. в результате раздела владений Коэла Старого между его внуками. Северо-Западная Англия. потомки слабо романизированные племён западных бригантов (карветиев и сетантиев). ? в результате деления между наследниками трона выделились королевство — Элмет (ок. 460 г.); после смерти Мейрхиона Худого Регед прекратил существование, распавшись на две части — Северный Регед и Южный Регед. |

| Имя, годы жизни  | Имя, годы жизни | Имя в валлийском, латинском и английском языках | Имя в валлийском, латинском и английском языках | Имя в валлийском, латинском и английском языках | Правление | Отец, мать | Супруга, дети                                | Прочее |
| Гураст 422—490   | Косматый        | Gwrast Lledlwm                                  | Gurgustus                                       | Fergus the Ragged                               | 450—490   | Кенеу ?    | ? → Мейрхион, Масгуид                        | —      |
| Мейрхион 438—535 | Худой           | Meirchion Gul                                   | Marcianus                                       | Markian the Lean                                | 490—535   | Гураст ?   | Эссилт верх Килвинед → Кинварх, Элидир, Идно | —      |

| Элмет/Элфед валл. Elmet, Elfed (ок. 460—616 гг.)                                | |
| Предшественник — Образование — Совр. локация — Население — Столица — Преемник — | Регед. в результате отделения от Регеда, королём Гурастом Косматым (вероятно, ещё при жизни), земель своему сыну Масгуиду. небольшая часть на юге региона Йоркшир и Хамбер и северо-запад Восточного Мидленда. потомки романизированных племён бригантов и коританов — элметцы. Лоидис (Лидс) захвачен англами Дейры. |

| Имя, годы жизни  | Имя, годы жизни | Имя в валлийском, латинском и английском яз. | Имя в валлийском, латинском и английском яз. | Имя в валлийском, латинском и английском яз. | Правление | Отец, мать                    | Супруга, дети                                                         | Прочее                                       |
| Масгуид 440—495  | Хромой          | Masgwid/Mascuid Gloff                        | Mascuidius                                   | Maximilian the Lame                          | 460—495   | Гураст ?                      | Гвенллиан верх Брихан → Ллайнног, Эйнион, Артуис, св. Кинлло, Кередиг | —                                            |
| Ллайнног 475—540 | —               | Llaennog/Llaenawc                            | Lennocus                                     | Leonard                                      | 495—540   | Масгуид Гвенллиан верх Брихан | ? → Гваллог, Двиваи (дочь)                                            | —                                            |
| Гваллог 540—590  | Конный Воин     | Gwallog/Gwallawc Marchawc Trin               | Wallocus                                     | Walter the Battle Horseman                   | 540—590   | Ллайнног ?                    | ? → Кередиг                                                           | —                                            |
| Кередиг 560—619  | —               | Ceredig/Ceretic                              | Caratacus                                    | Caractacus                                   | 590—616   | Гваллог ?                     | —                                                                     | «Dux Britannorum» ? «Артуриана»: сэр Карадос |

| Гододин/Гоутодин/Лотиан валл. Gododdin, Goutodin, Lothian (ок. 470—638 гг.)     | |
| Предшественник — Образование — Совр. локация — Население — Столица — Преемник — | Северная Британия/Эвраук, в римский период, вероятно, существовало племенное королевство вотадинов (с IV века на правах федератов); также, в северной части их земель, известно о небольшом королевстве Манау Гододин. в результате раздела Северной Британии после смерти короля Мора. Юго-Вост. Шотландия (совр. область Скоттиш-Бордерс и ист. область Лотиан). потомки племён вотадинов. Трапрайн-Лоу (Хаддингтон) и Дин-Эйдин (Эдинбург) ок. 560 г. северная часть Гододина, вокруг столицы Дин-Эйдин, была захвачена Алт Клуитом (королевство Дин-Эйдин); ок. 638 г. Гододин (включая Дин-Эйдин) был захвачен англами Нортумбрии (королевство Данбар). |

| Имя, годы жизни                | Имя, годы жизни       | Имя в валлийском, латинском и английском яз. | Имя в валлийском, латинском и английском яз. | Имя в валлийском, латинском и английском яз. | Правление             | Отец, мать         | Супруга, дети                                                                   | Прочее                             |
| Ллуд/Лот/Леудун 455—500        | Предводитель Воинства | Llud Luwddoc                                 | Leudonus                                     | Lot/Lloyd of the Host                        | 470—490               | Кадлеу ?           | Анна Моргауза → Гвалхмай, Гарут, Гвалхавед, Медрод, дочери: Дениу, Перен, Тенои | «Артуриана»: Лот Оркнейский        |
| Гвалхмай ?—560                 | Прекрасно- волосый    | Gwalchmai Gwalltafwyn                        | Walganus                                     | Gawain/Gavin the Hair Like Rain              | 490—560               | Ллуд Анна Моргауза | ? → Каурдав                                                                     | св. Гован? «Артуриана»: сэр Гавейн |
| Морган/Моркант ?—590           | Вулх                  | Morgan/Morcant Fwlch                         | Morganus                                     | Morgan/Morcant Bulc                          | 560—590               | Кингар ?           | ? → Коледог                                                                     | до 547 король Бирнейха             |
| Коледог кон. VI—нач. VII вв.   | —                     | Coleddog                                     | Coeldocus                                    | Coledock                                     | кон. VI— нач. VII вв. | Морган Вулх ?      | ? → Морган                                                                      | —                                  |
| Морган/Моркант 1-я пол. VII в. | —                     | Morgan/Morcant                               | Morganus                                     | Morgan/Morcant                               | 1-я пол. VII в.       | Коледог ?          | —                                                                               | —                                  |

| Пеннины валл. Pennines (ок. 470—525 гг.)                                        | |
| Предшественник — Образование — Совр. локация — Население — Столица — Преемник — | Северная Британия/Эвраук. в результате раздела Северной Британии после смерти короля Мора. юго-западная часть региона Йоркшир и Хамбер и северо-западная часть Восточного Мидленда (Уэст-Йоркшир и Саут-Йоркшир, Дербишир). романизированные потомки племён бригантов. ? После отречения от престола короля Пабо Столпа Британии в 525 г., королевство было разделено между его сыновьями на две части — Северные Пеннины (Дунотинг/Дунаут) и Южные Пеннины (Пик). |

| Имя, годы жизни      | Имя, годы жизни        | Имя в валлийском, латинском и английском языках | Имя в валлийском, латинском и английском языках | Имя в валлийском, латинском и английском языках | Правление | Отец, мать        | Супруга, дети                   | Прочее                    |
| Артуис 455—500       | —                      | Arthwys                                         | Artorius                                        | Arthur                                          | 470—500   | Мор ?             | св. Киваир → Пабо, Кинвелин     | «Артуриана»: король Артур |
| Пабо 474—9 нояб. 530 | Святой/ Опора Британии | Pabo Post Prydein                               | Pabius                                          | Pabio the Pillar of Britain                     | 500—525   | Артуис св. Киваир | ? → Сауил, Карвид, Динод, Ардин | канонизирован             |

| Северный Солуэй/Кайр-Гвендолеу валл. Caer Gwenddoleu/Guendoleu (ок. 505—сер. VII в.) | |
| Предшественник — Образование — Совр. локация — Население — Столица — Преемник —      | Эврук. в результате раздела Эврука, между сыновьями Эйниона. восток Дамфриса и Галлоуэйя. потомки южной ветви племён селговов. ? в 573 г. попал в вассальную зависимость от Северного Регеда, и после его падения был захвачен Алт Клуитом. |

| Имя, годы жизни   | Имя, годы жизни | Имя в валлийском, латинском и английском языках | Имя в валлийском, латинском и английском языках | Имя в валлийском, латинском и английском языках | Правление                     | Отец, мать                 | Супруга, дети           | Прочее |
| Кейдио 488—550    | —               | Ceidio, Ceidyw                                  | —                                               | —                                               | 505—550                       | Эйнион ?                   | ? → Гвендолеу, Нуд, Кау | —      |
| Гвендолеу 520—573 | —               | Gwenddoleu                                      | Ventolovus                                      | Wendoley                                        | 550—573                       | Кейдио ?                   | —                       | —      |
| Ллеу 484—616      | —               | Llew                                            | —                                               | —                                               | 573—616 573—630 (соправители) | Кинварх Ниваин верх Брихан | —                       | —      |
| Араун 487—630     | —               | Arawn                                           | —                                               | —                                               | 573—616 573—630 (соправители) | Кинварх Ниваин верх Брихан | —                       | —      |

| Пик/Южные Пеннины валл. ? (ок. 525—590 гг.)                                     | |
| Предшественник — Образование — Совр. локация — Население — Столица — Преемник — | Пеннины. в результате раздела Пеннин после отречения от трона короля Пабо Столпа Британии. северо-западная часть Восточного Мидленда (Дербишир). романизированные потомки племён бригантов и коританов. ? захвачен англами Берникии, позже заселён саксами (королевство Пексет). |

| Имя, годы жизни     | Имя, годы жизни | Имя в валлийском, латинском и английском яз. | Имя в валлийском, латинском и английском яз. | Имя в валлийском, латинском и английском яз. | Правление | Отец, мать | Супруга, дети                                                                                        | Прочее |
| Сауил 488—после 590 | Высокомерный    | Sawyl Penuchel                               | Samuvellus                                   | Samuel the Arrogant                          | 525—590   | Пабо ?     | дочь короля Ульстера → Гвидгун, св. Мадог, св. Сантан, Неста (дочь) Гвенасед верх Рейн → св Аса, Пир | —      |

| Дунотинг/Дунаут/Северные Пеннины валл. ? (ок. 525—595 гг.)                      | |
| Предшественник — Образование — Совр. локация — Население — Столица — Преемник — | Пеннины. в результате раздела Пеннин после отречения от трона короля Пабо Столпа Британии. юго-западная часть региона Йоркшир и Хамбер (Уэст- и Саут-Йоркшир). романизированные потомки племён бригантов и коританов. ? захвачен англами Берникии. |

| Имя, годы жизни             | Имя, годы жизни         | Имя в валлийском, латинском и английском языках | Имя в валлийском, латинском и английском языках | Имя в валлийском, латинском и английском языках | Правление | Отец, мать | Супруга, дети                                                            | Прочее |
| Динод 505—595/или после 604 | Святой /Толстый/Великий | Dunaut /Dynod Bwr/Fawr                          | Donatus                                         | Donat the Stout/Great                           | 525—595   | Пабо ?     | Двиваи верх Ллаэнног → св. Дейниол, св. Кинвил, св. Гвартан, св. Анейрин | —      |

| Южный Регед валл. ? (ок. 535—613 гг.)                                           | |
| Предшественник — Образование — Совр. локация — Население — Столица — Преемник — | Регед. в результате раздела Регеда после смерти Мейрхиона Худого. южная часть Северо-Западной Англии. романизированные потомки племён бригантов (сетантиев). Робаис (Рибчестер). захвачен англами Берникии, в союзе с англами Дейры и саксами. |

| Имя, годы жизни | Имя, годы жизни    | Имя в валлийском, латинском и английском языках | Имя в валлийском, латинском и английском языках | Имя в валлийском, латинском и английском языках | Правление | Отец, мать                    | Супруга, дети                             | Прочее                            |
| Элидир 462—560  | Толстый и Красивый | Elidyr Llydanwyn                                | Elidurus                                        | Elider the Stout and Handsome                   | 535—560   | Мейрхион Эссилт верх Килвинед | Гваур верх Брихан → Лливарх, Хелед (дочь) | —                                 |
| Лливарх 534—634 | Старый             | Llywarch Hen                                    | Lovarcus                                        | Lewis the Old                                   | 560—613   | Элидир Гваур верх Брихан      | ? → 37 сыновей и 5 дочерей                | «Артуриана»: сэр Ламорак Уэльский |

| Северный Регед валл. ? (ок. 535—685 гг.)                                        | |
| Предшественник — Образование — Совр. локация — Население — Столица — Преемник — | Регед. в результате раздела Регеда после смерти Мейрхиона Худого. северная часть Северо-Западной Англии (Камбрия). романизированные потомки племён бригантов (карветиев). Кайр-Ликуалид (Карлайл). с кон. VI в. англы Берникии начинают успешно нападать на Северный Регед, и к 616 г. его земли сократились до небольшой области (север современной Камбрии); в 685 г. остатки королевства вошли в состав Нортумбрии. |

| Имя, годы жизни | Имя, годы жизни | Имя в валлийском, латинском и английском яз. | Имя в валлийском, латинском и английском яз. | Имя в валлийском, латинском и английском яз. | Правление | Отец, мать                     | Супруга, дети                                                                   | Прочее                        |
| Кинварх 460—570 | Угрюмый         | Cynfarch Oer                                 | Cunomarcus                                   | Cunomark the Dismal                          | 535—570   | Мейрхион Эссилт верх Килвинед  | Ниваин верх Брихан → Анараун, Ллеу, Араун, Уриен, Энинни (дочь), Эрвидил (дочь) | —                             |
| Уриен 490—590   | —               | Urien                                        | Urbgenius                                    | Orian                                        | 570—590   | Кинварх Ниваин верх Брихан     | Орвен верх Кередиг → ? Моргана Прекрасная → 8 сыновей                           | «Артуриана»: Уриен Горский    |
| Оуайн 510—597   | —               | Owain                                        | Eugenius                                     | Owen                                         | 590—597   | Уриен Моргана Прекрасная       | Пенарвен верх Кулванавид → Элфин Дениу верх Ллуд → св. Кентигерн, Эдвин, Пасген | «Артуриана»: сэр Оуэн + Ивейн |
| Элфин 534—616   | —               | Elffin                                       | —                                            | —                                            | 597—616   | Оуайн Пенарвен верх Кулванавид | —                                                                               | —                             |
| Ройд 560—638    | —               | Rhoedd                                       | —                                            | —                                            | 616—638   | Рин (сын Уриена) ?             | ? → Риаинвельт (дочь)                                                           | —                             |

## Легендарные короли

### «Dux Britannorum»
Легендарные верховные короли бриттов.

### «Артуриана»
Возможные сопоставления древних бриттских королей (и других исторических персоналий) с персонажами цикла легенд, связанных с королём Артуром («Артуриана»).
| Исторические персоналии                                       | Исторические персоналии                                                    | Персонаж «Артурианы»    | Персонаж «Артурианы»                                  | Рыцари Круглого стола и «Святой Грааль» (картина, XV в.) |
| Образ Артура вероятно был собирательным: Артуис Оуайн Ригодав | король Пеннин принц Элмета король Эргинга король Рос/Ллейна король Домнонэ | король Артур            | главный персонаж легенд, верховный король бриттов     | Рыцари Круглого стола и «Святой Грааль» (картина, XV в.) |
| Не бриттские прототипы: Луций Арторий Каст, Карл Великий.     |                                                                            | король Артур            | главный персонаж легенд, верховный король бриттов     | Рыцари Круглого стола и «Святой Грааль» (картина, XV в.) |
| Гвалхмай Прекрасноволосый                                     | король Гододина                                                            | сэр Гавейн              | рыцарь Круглого стола                                 | Рыцари Круглого стола и «Святой Грааль» (картина, XV в.) |
| Гарут и Гвалхавед                                             | принцы Гододина                                                            | сэр Гарет и сэр Гахерис | рыцари Круглого стола                                 | Рыцари Круглого стола и «Святой Грааль» (картина, XV в.) |
| Медрод                                                        | принц Гододина                                                             | сэр Мордред             | рыцарь Круглого стола, враг Артура                    | Рыцари Круглого стола и «Святой Грааль» (картина, XV в.) |
| Кередиг                                                       | король Элмета                                                              | сэр Карадос             | рыцарь Круглого стола                                 | Рыцари Круглого стола и «Святой Грааль» (картина, XV в.) |
| Лливарх Старый                                                | король Южного Регеда                                                       | сэр Ламорак Уэльский    | рыцарь Круглого стола                                 | Рыцари Круглого стола и «Святой Грааль» (картина, XV в.) |
| Ллуд Предводитель Воинства/Лот/Леудун                         | король Гододина                                                            | Лот Оркнейский          | мятежный король Оркнея                                | Рыцари Круглого стола и «Святой Грааль» (картина, XV в.) |
| Мирдин                                                        | бард при короле Гвендолеу                                                  | Мерлин                  | волшебник, наставник Артура                           | Рыцари Круглого стола и «Святой Грааль» (картина, XV в.) |
| Моргана Прекрасная                                            | супруга короля Уриена                                                      | Фея Моргана             | супруга Уриена, сестра Артура                         | Рыцари Круглого стола и «Святой Грааль» (картина, XV в.) |
| Анна Моргауза                                                 | супруга короля Ллуда                                                       | Моргауза                | супруга Ллуда, сестра Артура                          | Рыцари Круглого стола и «Святой Грааль» (картина, XV в.) |
| Оуайн                                                         | король Северного Регеда                                                    | сэр Оуэн Ивейн          | главный военачальник при Артуре рыцарь Круглого стола | Рыцари Круглого стола и «Святой Грааль» (картина, XV в.) |
| Передир Железные Руки/Длинное Копьё                           | король Эвраука                                                             | сэр Парцифаль/Персеваль | рыцарь Круглого стола                                 | Рыцари Круглого стола и «Святой Грааль» (картина, XV в.) |
| Уриен                                                         | король Северного Регеда                                                    | Уриен Горский           | король Гора, друг Артура                              | Рыцари Круглого стола и «Святой Грааль» (картина, XV в.) |

## Письменные источники древности
Основные исторические памятники литературы, являющиеся источниками, описывающими события в постримской Британии:
- «Табель должностей» («Notitia dignitatum»), V век
- «История» — Аммиан Марцеллин.
- «История» — Олимпиодор Фиванский.
- «Новая история» — Зосим.
- «История против язычников» — Павел Орозий.
- «Галльская хроника 452 года» — краткие сообщения о британских делах.
- «Галльская хроника 511 года» — краткие сообщения о британских делах.
- «О разорении Британии» («De Excidio Britanniae») — очевидец и летописец Гильда Премудрый, V—VI века
- «Церковная история народа англов» («Historia ecclesi-astica gentis anglorum») — труд англосаксонского монаха Беды Достопочтенного, кон. VII — нач. VIII веков. По истории бриттов он лишь повторяет данные, содержащиеся у Гильдаса Мудрого и ряда других писателей, его сведения обретают самостоятельную ценность, только описывая события с кон. VI века
- «История бриттов» («Historia Brittonum») — труд монаха Ненния, ок. 830 года. Ненний механически переписывал в свой манускрипт обнаруженные им сведения, не обращая внимания на их недостоверность и противоречивость, в результате каждое из его свидетельств может интерпретироваться по-разному и вызывает споры среди ученых.
- «Глоссарий Кормака» («Sanas Cormaic») — памятник ирландской словесности, IX век
- «Англосаксонские хроники», IX—XI века — сведения по истории бриттов вызывают большие сомнения у исследователей: спорны датировки записей раннего периода, когда англосаксы еще не знали ни письменности, ни христианской системы летосчисления, также сомнительна правдивости сообщений о постоянных победах саксов — притом, что об их поражениях авторы хроники молчат.

### Комментарии
1. 1 2 3  Не следует путать короля Пеннин Артуиса, принца Элмета Артуиса и короля Эргинга Артуиса. Некоторые события биографий этих правителей могли послужить созданию собирательного образа легендарного короля Артура.
2. 1 2  Не следует путать короля Элмета Кередига, сына Гваллога Конного Война и принца Кередига, сына Масгуида Хромого. Некоторые исследователи отождествляют первого из них с верховным королём бриттов («Dux Britannorum») Керетиком, описанным Гальфридом Монмутским.
3. ↑  Более точный перевод эпитета Gwalltafwyn — «волосы, струящиеся как дождь».
4. ↑  Сыновья: Гвен, Пилл, Ллаур, Мехид, Маэн, Двиуг, Невид, Санде, Селив, Дилиг, Ллиуэр, Деигр, Руд, Мадог, Медел, Хейлин, Гвелл, Сауил, Ллориэн, Кени, Ллингедви, Кинллуг, Ллевенид, Горвинион, Кенеу, Киндилан, Талан, Кинварх, Регед, Гредуал, Гваур, Мабон, Аларх, Бриу, Бруин, Уриен, Исгун; дочери: Риэлл, Кейнфрон, Рагау, Кейндрег, Гуладис.
5. ↑  8 сыновей Морганы Прекрасной — Оуайн, Дейвир, Риваллон, св. Каделл, Элфин, Морвид, Пасген, Рин.